# 阿克切尔恩斯基农村居民点
阿克切尔恩斯基农村居民点（俄语：Акчернское сельское поселение）是俄罗斯联邦伏尔加格勒州乌留平斯克区所属的一个农村居民点。其下辖有4个居民点，行政中心为第一季亚科诺夫斯基。据2016年统计，该农村居民点的人口为1341人。